# Palazzo Marcello (Napoli)
Il palazzo Marcello è un edificio d'interesse storico e architettonico di Napoli, situato in via Antesaecula.
Venne certamente eretto nel XVII secolo per poi essere rinnovato nel XVIII secolo, come testimoniano il portale in piperno sormontato da un fregio in stucco settecentesco e la scala aperta dall'unica arcata ribassata per livello sul fondo del cortile e in asse rispetto all'ingresso. Il nome attribuitogli da Italo Ferraro deriva da Giuseppe Marcello, che ne era il proprietario ai tempi del Catasto provvisorio, voluto da re Murat e pubblicato nel 1815.
Il cortile con la scala aperta si presentano in buone condizioni di conservazione, al contrario dei prospetti esterni.